# 聖約翰救傷隊少青團
香港聖約翰救傷隊少青團（英語：Hong Kong St. John Ambulance Brigade Youth Command），為香港聖約翰救傷隊的青少年分支，其成立目的是訓練12至18歲的青少年學習基本的急救技能及家居護理常識。少青團更特別著重於培養隊員個人崇高的品格，合群的精神，藉此發展隊員健全的身心，並鼓勵隊員善用課餘時間，培養他們學習社交及實用的技能，如道路及家居安全、社區關懷等，隨時準備服務社會。
此外，少青團更能為成人救傷隊培植接班人員。目前所有少青團支隊，第一公開混合見習支隊除外，皆附設於新界、港島各區之中學內。
少青團的活動可謂包羅萬有。隊員除可參加領袖訓練課程外，還可參加不同的技能課程，如防火、獨木舟、露營、拯溺、攀山、地圖閱讀及烹飪課程等。
少青團隊員亦會因應外間機構的需求，協助慈善團體賣旗籌款及舉辦各項社區活動。少青團隊員透過定期參與公益性服務，如老人提供健康檢查服務、醫院探訪、殘疾人士服務計劃及兒童聯歡會等，培養隊員服務社會的精神。
此外，少青團隊員更可跟隨成人救傷隊隊員於假日在海灘、足球場及在校內運動會當值。
另外，少青團每年均舉辦大型週年活動，如入隊宣誓儀式，結業閱操、週年急救學／家居護理學比賽及週年檢閱。

## 少青團的成立
少青團的前身為見習隊，見習隊的成立年份：1948年
於2007年4月3日所發出之第26期行政通告 (Administrative Circular No.26)，港島總區、九龍及新界總區的見習隊分區合併成為一個總區，並正名為「少青團 (Cadet Command)」。香港聖約翰救傷隊少青團於2007年5月1日正式成立。同年4月24日發出之第27期行政通告亦確立了主要長官之崗位。
2012年12月12日所發出的「IX/2012號行政通告」公佈「少青團 (Cadet Command)」的新組織架構。
2013年12月3日所發出的「X/2013號行政通告」則公佈「少青團 (Cadet Command)」改名為「少青團 (Youth Command)」，同時分為2個少青團總區(港島及九龍少青團 & 新界少青團) 之新組織架構。
2015年6月1日將原有1個行政分區拆為2個行政分區，並分別隸屬於2個少青團總區。

## 升級及委任
由於支隊內的各項工作十分煩重，支隊負責長官有需要將部份工作交付於個別之隊員，這便是委任支隊秘書及支隊倉庫員的目的。支隊負責長官會因應個別隊員的能力及興趣挑選適合人選作訓練及委任。晉升士官則須按照既定之準則而行。一般情況下，支隊負責長官會視乎個別隊員之各方面包括知識、技能、素質、工作能力、服務經驗而提名其參加訓練課程，修畢指定之課程後加上該隊員已合乎晉升條件者將獲升任為士官。

### 支隊秘書及支隊倉庫員
支隊秘書 (Divisional Secretary) 必須考獲文書技能課程證書，方能被支隊長官推薦，及由總監委任。
支隊倉庫員 (Divisional Store-Keeper) 則由支隊長官推薦，分區總監督委任。

### 士官
士官 (Non-Commissioned Officer N.C.O.) 包括組長 (Sergeant, 俗稱「三柴」) 及班長 (Corporal, 俗稱「兩柴」), 並須按陞級指引達到基本要求, 便可晉升為組長或委任為班長。
- 見習隊班長 Cadet Corporal (Cdt Cpl)
- 由其直屬之長官提出委任推薦
- 持有1年有效的年資

- 見習隊組長 Cadet Sergeant (Cdt Sgt)
- 由其直屬之長官提出陞級推薦
- 已任為班長
- 持有2年有效的年資 或 100小時的會議/訓練/當值/活動時數
- 持有由本機構發出之有效急救學證書
- 完成組長陞級訓練

### 見習隊領袖 Cadet Leader (Cdt Ldr)
見習隊領袖 (Cadet Leader) 是少青團內的一個特殊委任職位。目標是給予一些有特別領導潛質的隊員持續學習及發展機會，使他們成為少青團的接班人。原則上，所有少青團隊員（包括士官）均只能在少青團內服務至18歲，其後必須轉調成人隊或請辭。
- 成為見習隊領袖的資格

1. 須年滿18歲
2. 持有效成人急救學證書
3. 獲直屬長官推薦及聯隊主管認可
4. 由分區主管核准推薦到總監委任

- 見習隊領袖的年齡不得超逾21歲
- 如修讀學士學位課程，可申請轉位見習長官 (Offr Cdt)。
- 年屆21歲時，由支隊主管提名，經聯隊主管推薦至分區主管批准，可修讀長官訓練課程。考試及面試合格，同時服務令人滿意，可獲晉升為見習救護主任 (PAO)。
- 服飾與少青團隊員一樣
- 2012年4月1日開始推行，見習隊領袖階級比見習長官為低。

### 見習長官 Officer Cadet (Offr Cdt)
見習長官 (Officer Cadet) 是2011年11月16日總監評議會議決通過，批准少青團推行見習長官計劃 (Officer Cadet Scheme)，於2012年4月1日開始推行。
- 資格

1. 須年滿19歲的少青團隊員
2. 持有效成人急救學證書
3. 正修讀學士學位課程
4. 通過健康檢查
5. 獲直屬長官推薦及聯隊主管認可
6. 由分區主管核准推薦到總監委任

- 任期最長不超過10年，之後須離任或申請轉任少青團或其他總區成人隊員。
- 完成學士學位及長官訓練課程後，若考試及面試合格，可晉升至救護主任 (AO)。
- 見習長官階級比見習救護主任 (PAO) 為低。

## 少青團隊員制服
聖約翰救傷隊是一個歷史悠久的制服團體，制服的式樣多年來經歷不少的修訂和更新。雖然是同一個團體，但各國的制服式樣均有所不同。現時少青團的制服式樣主要是沿用前英國的顏色和設計，經已有數十年的歷史。香港主權移交後雖已重新撰寫隊例（General Regulations）及制服守則（Dress Regulations），但原則上沒有太大的修訂。

### 一般守則
穿著一個團體的制服時，首要觀念是要尊重本身代表著的團體，而並非個人，所以必須要行為檢點和遵從各項既定之守則。
1. 只有按隊規達到基本要求者方可穿著聖約翰救傷隊之制服。
2. 夏季制服一般在每年4月至10月穿著，冬季制服則由11月至翌年3月，正式生效日期會刊載於總監訓令內。
3. 制服必須穿戴整齊及正確，所有衣物必須熨貼平伏，金屬品及皮革品必須磨亮。
4. 一般情況下均不能只穿著部份制服或與其他服飾混合穿著。
5. 在乘搭公共交通工具，在街上或在戶外當值時，必須戴上帽子。在室內當值時，當值之高級長官會指示是否需要戴帽。
6. 穿著制服時只能佩帶制服守則內有提及之附加用品。穿著制服時不能佩帶任何首飾，例如項鍊、手鐲、耳環、戒指等。結婚戒指除外。
7. 頭髮必須梳理整齊及不能下垂過肩。蓄長髮的護士隊員須用簡單黑色頭繩紥成辮子或髮髻。
8. 指甲須剪短和清潔，並且不能塗上指甲油。
9. 指定的布章及獎章、勳章等必須正確及整齊地穿扣在制服上。
10. 總部發出「當值指示」時會清楚列出穿著制服之指引，當值隊員必須遵行。
11. 穿著制服時嚴禁飲酒，吸煙和喧嘩。

## 少青團隊員獎項

### 技能訓練課程(Proficiency Course)及最高榮譽獎(Grand Achievement Award)
香港聖約翰救傷隊少青團給予12至18歲的青少年人急救及其他各類型的訓練，並透過在本地的公開社會服務使他們能得到實習及貢獻社群的機會。除了提供基本急救學、家居護理及步操訓練外，少青團還舉辦多元化的技能訓練課程，讓隊員在課餘的時候能吸取多方面的知識，使他們得到更全面的身心發展。
透過個人及群體教育，團隊培訓和溝通技巧，與及領袖訓練和個人發展，聖約翰救傷隊努力使志願隊員維持其高水平的服務。這些不同的技巧不單使少青團隊員能在機構內盡展所長，亦使他們更有自信、能力和經驗去承擔機構以外的其他責任。
少青團隊員可通過香港聖約翰救傷隊少青團考取所需之科目，但同時亦可從外間的機構，例如香港青年獎勵計劃，考取所需之科目。要獲取此最高榮譽獎獎章，少青團隊員必須以高水平完成12個技能訓練課程。
少青團辦事處會按需要不時開辦各不同類型的技能訓練課程，有興趣報讀者只須依指示經支隊負責長官報名，唯須特別留意自2006年6月1日起實行之黑名單處分制度。

#### 申請資格及附帶條件
- 在考獲12個技能課程後，同時持有最近1年有效年資，便可申請奬項。獲得救傷隊總監/副總監批准後，便會獲頒發最高榮譽奬。
- 隊員必須在年滿21歲或之前於7類課程項目中修畢每類最少1個及最多2個技能課程，並必須考獲必修課目「聖約翰機構探討課程」。
- 申請第個技能課程與第12個技能課程之問不可少於30個月。每年只計算5個或以下的技能課程。
- 技能課程的出席率必須達到80%或以上，有部分課程須達100%，同時考試合格方可獲發證書一張及自行購買技能課程章。
- 最高榮譽奬章可以終生佩帶在聖約翰救傷隊任何級別的制服上。

### 「香港青年奬勵計劃」奬章 (The Hong Kong Award For Young People Badge)
香港青年奬勵計劃 (前身為愛丁堡公爵奬勵計劃 AYP) 於1961 年成立，是國際青年奬勵計劃協會成員之一。奬勵計劃擁有一套國際性的嘉許制席，讓14至24歲的年青人透過完成章級要求，培養勇於挑戢及堅毅的精神。

#### 加入須知及要求
- 新入隊隊員最少入隊6個月或以上
- 入隊滿1年者需於上年度獲取年資
- 得隊長及家長同意
- 符合奬勵計劃所定的最低年齡規定
- 所進行之活動在紀錄簿未發出前，不能算作考取奬章的活動，除非這些活動在此3個月內進行，並遵照有關科別的規定，以參加本計劃為目的。

#### 佩帶奬章之規則
- 銅奬章只准18歲以下之隊員佩帶
- 隊員或長官可終生佩帶銀/金奬章，不可同時佩帶金銀銅奬章。
- 佩帶於右胸袋之位置，但該得奬隊員如已持有特別服務盾，HKAYP之奬章則可平放於特別服務盾之右邊位置。

### 特別服務盾(Special Service Shield)

#### 特別服務盾的目的
聖約翰救傷隊的最重要宗旨是提供志願社會服務。我們該使少青團隊員明白到每位公民都應該服務社會，以報答社會給予我們成長的機會。特別服務盾只該用作協助隊員了解服務精神的重要性。每位長官應盡量使隊員明白服務社會的真諦，而避免使他們純為獲獎而努力工作。

#### 特別服務盾之類別
特別服務盾是用作獎勵少青團隊員作出義務（無報酬）服務之用。特別服務盾的最低服務時數是200小時，同時該年年資亦必須有效，達到既定時數後當即呈遞。特別服務盾分三級:
- 藍圈（200小時）
- 銀圈（500小時）
- 金圈（1000小時）

為平衡少青團隊員的發展需要，每年最多只會計算250小時。服務滿1000小時獲頒授之金圈特別服務盾可按制服守則終生佩帶在聖約翰制服上。

#### 特別服務盾的服務類別
- 在所屬學校內提供的服務：此類別的服務時數不能多逾總時數的四份之一
- 由支隊或總部組織之服務
- 維持秩序工作
- 協助慈善機構賣旗籌款
- 其他類別服務，例如協助老弱人士、在圖書館作義務工作、在救護車站內作義務工作、協助成人隊員在危難、緊急或急救當值服務或其他由少青團助理總監指派之工作等

#### 隊員晉升往成人隊後的延續安排
少青團隊員如在晉升往成人隊前已達到500小時者，可在轉升後繼續累積至1000小時特別服務盾奬。唯須在21歲生日前完成。

### 「自動體外心臟去纖維性顫動法」課程章(Automated External Defibrillation Badge; AED)
原則上這並非是獎章，而是自動體外心臟去纖維性顫動器（去顫器）操作員証書。此課程只供年滿16歲及持有效成人急救課程証書人士報讀。課程會介紹心臟去纖法原理及操作心臟去纖器的實習。持有此證書之隊員(2年為期)方可操作去顫器。
所有長官及成人隊隊員必須修讀「自動體外心臟去纖維性顫動法」課程，故不可配戴此章。

### 少青團最佳隊員獎（Cadet of the Year）
獎項設立的目標是要表揚努力以赴、積極進取的隊員。每年3個少青團分區會各自選出1位分區最佳隊員，而3位分區最佳隊員再經一輪面試與測試，勝出者便是該年度「少青團最佳隊員」。此比賽是不分性別、不分階級，每位少青團長官或支隊負責老師均可提名他們心目中之最佳人選。

## 少青團支隊

### 港島及九龍少青團港島分區 (H Region, Y/H&K)
第一聯隊 (No.1 Corps)
- 聖約瑟救護見習支隊 St. Joseph's Ambulance Cadet Division (成立於11/11/1967)
- 聖保羅救護見習支隊 St. Paul's Ambulance Cadet Division (成立於16/10/1969)
- 聖保羅護士見習支隊 St. Paul's Nursing Cadet Division (成立於7/7/1989)
- 孔聖堂混合見習支隊 Confusius Hall Combined Cadet Division (成立於24/1/2006)
- 聖公會呂明才混合見習支隊 SKH Lui Ming Choi Combined Cadet Division (成立於24/69/2004)

第二聯隊 (No.2 Corps)
- 英皇救護見習支隊 King's Ambulance Cadet Division (成立於7/12/1968)
- 聖心護士見習支隊 Sacred Heart Nursing Cadet Division (成立於12/9/1958)
- 培德護士見習支隊 Pui Tak Nursing Cadet Division (成立於31/7/2012)
- 港大同學會書院混合見習支隊 Hong Kong University Graduated Association College Combined Cadet Division (成立於18/1/2015)
- 新會商會陳白沙混合見習支隊 SWCS Chan Pak Sha Combined Cadet Division (成立於1/4/2015)

第三聯隊 (No.3 Corps)
- 蘇浙救護見習支隊 KCC Ambulance Cadet Division (成立於23/12/1969)
- 聖公會鄧肇堅混合見習支隊 SKH Tang Shiu Kin Combined Cadet Division (成立於8/10/1990)
- 何東護士見習支隊 Ho Tung Nursing Cadet Division (成立於18/1/1959)
- 閩僑混合見習支隊 Man Kiu Combined Cadet Division (成立於10/1/1981)
- 蘇浙護士見習支隊 KCC Nursing Cadet Division (成立於23/12/1969)

第四聯隊 (No.4 Corps)
- 慈幼救護見習支隊 Salesian Ambulance Cadet Division (成立於15/2/2012)
- 聖保祿中學護士見習支隊 St. Paul's Secondary School Nursing Cadet Division (成立於12/5/1999)
- 中華傳道會劉永生混合見習支隊 CNEC Lau Wing Sang Combined Cadet Division (成立於25/4/2001)
- 港島民生混合見習支隊 Munsang (HKI) Combined Cadet Division (成立於26/3/2001)

### 港島及九龍少青團九龍分區 (K Region, Y/H&K)
第一聯隊 (No.1 Corps)
- 喇沙救護見習支隊 La Salle Ambulance Cadet Division (成立於1/3/1973)
- 民生救護見習支隊 Munsang Ambulance Cadet Division (成立於1/9/1981)
- 民生護士見習支隊 Munsang Nursing Cadet Division (成立於1/9/1981)
- 寧波混合見習支隊 Ning Po Combined Cadet Division (成立於30/6/1998)
- 普照混合見習支隊 Po Chiu Combined Cadet Division (成立於29/3/2005)
- 佛教何金南混合見習支隊 Buddist Ho Nam Kam Combined Cadet Division (成立於1/6/2024)

第二聯隊 (No.2 Corps)
- 伍華救隊見習支隊 Ng Wah Ambulance Cadet Division (成立於6/5/1988)
- 德蘭護士見習支隊 St. Teresa Nursing Cadet Division (成立於7/8/2013)
- 九龍塘學校(中學部)混合見習支隊 Kln Tong School (Sec. Section) Combined Cadet Division (成立於25/3/2003)
- 彩虹天主教救護見習支隊 Choi Hung Catholic Ambulance Cadet Division (成立於25/5/2011)
- 德望護士見習支隊 Good Hope Nursing Cadet Division (成立於16/10/1979)

第三聯隊 (No.3 Corps)
- 梁式芝護士見習支隊 Leung Shek Chee Nursing Cadet Division (成立於1/6/2017)
- 梁季彝混合見習支隊 Leung Kwai Yee Combined Cadet Division (成立於14/1/1983)
- 李求恩救護見習支隊 Lee Kau Yan Ambulance Cadet Division (成立於25/7/1968)
- 蒙巴頓護士見習支隊 Mountbatten Nursing Cadet Division (成立於1/2/1951)
- 聖本德混合見習支隊 St. Benedict's Combined Cadet Division (成立於18/7/2001

第四聯隊 (No.4 Corps)
- 惠僑混合見習支隊 Wai Kiu Combined Cadet Division (成立於15/7/1988)
- 聖傑靈護士見習支隊 St. Catherine's Nursing Cadet Division (成立於1/1/1976)
- 聖公會聖馬利亞堂混合見習支隊 SKH St. Mary's Church Combined Cadet Division (成立於5/7/2000)
- 九龍工業救護見習支隊 KTS Ambulance Cadet Division (成立於17/2/1972)
- 保良局唐乃勸混合見習支隊 Po Leung Kuk Tong Nai Kan Combined Cadet Division (成立於30/6/1999)
- 藍田聖保祿中學護士見習支隊 St. Paul's School (Lam Tin) Nursing Cadet Division (成立於4/11/2003)
- 高雷中學混合見習支隊 Ko Lui Secondary School Combined Cadet Division (支隊成立於 01/09/2023)

### 新界少青團新界東分區 (NT/E Region, Y/NT)
第一聯隊 (No.1 Corps)
- 陳融混合見習支隊 Chan Young Combined Cadet Division (成立於13/7/1994)
- 明愛馬鞍山混合見習支隊 Caritas Ma On Shan Combined Cadet Division (成立於6/10/2010)
- 羅定邦護士見習支隊 Law Ting Pong Nursing Cadet Division (成立於23/6/1993)
- 德信救護見習支隊 Tak Sun Ambulance Cadet Division (成立於9/12/2008)
- 迦密聖道混合見習支隊 Carmel Holy Word Combined Cadet Division (成立於5/5/1999)

第二聯隊 (No.2 Corps)
- 王錦輝混合見習支隊 Wong Kam Fai Combined Cadet Division (成立於12/12/2012)
- 林大輝中學混合見習支隊 Lam Tai Fai College Combined Cadet Division (成立於1/3/2013)
- 聖羅撒護士見習支隊 St. Rose of Lima's Nursing Cadet Division (成立於10/9/1984)
- 林裘謀護士見習支隊 Lam Kau Mow Nursing Cadet Division (成立於19/5/1989)
- 第一公開混合見習支隊 No.1 Open Combined Cadet Division (成立於24/9/2014)

第三聯隊 (No.3 Corps)
- 樂善堂混合見習支隊 Lok Sin Tong Combined Cadet Division (成立於6/7/1994)
- 沙田循道衛理混合見習支隊 Shatin Methodist Combined Cadet Division (成立於30/11/1994)
- 黃允畋混合見習支隊 Wong Wan Tin Combined Cadet Division (成立於18/9/1996)
- 沙田蘇浙混合見習支隊 KCCS Combined Cadet Division (成立於25/3/2008)
- 陳楷混合見習支隊 Chan Kai Combined Cadet Division (成立於5/7/1995)
- 賽馬會體藝混合見習支隊 Jockey Club Ti-I Combined Cadet Division (成立於20/5/1998)

第四聯隊 (No.4 Corps)
- 迦密混合見習支隊 Carmel Combined Cadet Division (成立於14/3/1990)
- 順德聯誼總會鄭裕彤混合見習支隊 STFA Cheng Yu Tung Combined Cadet Division (成立於1/4/2000)
- 寶覺混合見習支隊 Brecknock Combined Cadet Division (成立於16/3/2004)
- 張沛松混合見習支隊 Cheung Pui Ching Combined Cadet Division (成立於17/1/2007)
- 鄭植之混合見習支隊 Cheng Chek Chee Combined Cadet Division (成立於29/1/2008)
- 香港華人基督教聯會真道混合見習支隊 HKCCCU Logos Academy Combined Cadet Division (成立於11/11/2015)

### 新界少青團新界西分區 (NT/W Region, Y/NT)
第一聯隊 (No.1 Corps)
- 廖寶珊混合見習支隊 Liu Po Shan Combined Cadet Division (成立於27/6/1995)
- 燕京護士見習支隊 Yenching Nursing Cadet Division  (成立於2/2/1998)
- 王少清救護見習支隊 Wong Siu Ching Ambulance Cadet Division (成立於4/3/1992)
- 王少清護士見習支隊 Wong Siu Ching Nursing Cadet Division (成立於22/8/1992)
- 青衣梁植偉混合見習支隊 Tsing Yi Leung Chik Wai Combined Cadet Division (成立於10/3/2010)
- 聖芳濟救護見習支隊 St. Francis Xavier's Ambulance Cadet Division (成立於14/3/1978)
- 可風混合見習支隊 Ho Fung Combined Cadet Division (成立於17/1/2007)
- 吳祥川混合見習支隊 S.C. Gaw Combined Cadet Division (成立於31/5/2005)
- 葵涌蘇浙混合見習支隊 KCCKC Combined Cadet Division (成立於1/7/2021)
- 梁省德混合見習支隊 Leung Sing Tak Combined Cadet Division (成立於1/3/2022)

第二聯隊 (No.2 Corps)
- 仁愛堂混合見習支隊 Yan Oi Tong Combined Cadet Division (成立於31/10/1995)
- 迦密唐賓南混合見習支隊 Carmel Bunnan Tong Combined Cadet Division (成立於16/3/2004)
- 馬可賓混合見習支隊 Ma Ko Pan Combined Cadet Division (成立於10/4/1998)
- 東華三院辛亥年總理混合見習支隊 TWGHS Sun Hoi Directors' Combined Cadet Division (成立於31/5/2000)
- 何福堂混合見習支隊 Hoh Fuk Tong Combined Cadet Division (成立於11/6/1971)
- 聖西門呂明才混合見習支隊 St Simon's Lui Ming Choi Combined Cadet Division (成立於1/4/2017)
- 屯門公開混合見習支隊 Tuen Mun Open Combined Cadet Division (成立於1/10/2020)
- 東涌天主教混合見習支隊 Tung Chung Catholic Combined Cadet Division (成立於1/3/2022)
- 譚李麗芬混合見習支隊 Tam Lee Lai Fun Combined Cadet Division (成立於15/12/2023)

第三聯隊 (No.3 Corps)
- 劉金龍護士見習支隊 Madam Lau Kam Lung Nursing Cadet Division (成立於29/2/2012)
- 崇德混合見習支隊 Shung Tak Combined Cadet Division (成立於17/7/1996)
- 方潤華混合見習支隊 Fong Yun Wah Combined Cadet Division (成立於22/7/2015)
- 賽馬會萬鈞毅智混合見習支隊 Jockey Club Eduyoung Man Kwan Combined Cadet Division (成立於26/3/2002)
- 鄧兆棠混合見習支隊 Tang Siu Tong Combined Cadet Division (成立於6/1/2016)
- 天水圍官立中學混合見習支隊 Tin Shui Wai Governemnt Secondary School Combined Cadet Division (成立於26/10/2016)
- 李兆基混合見習支隊 Lee Shau Kee Combined Cadet Division (成立於24/2/2009)
- 伊湯中混合見習支隊 QTS Combined Cadet Division (成立於1/7/2021)

第四聯隊 (No.4 Corps)
- 白約翰會督混合見習支隊 Bishop Baker Combined Cadet Division (成立於29/5/1987)
- 趙聿修混合見習支隊 Chiu Lut Sau Combined Cadet Division (成立於28/3/2008)
- 中華基督教會基朗混合見習支隊 CCC Kei Long Combined Cadet Division (成立於3/4/2013)
- 明愛元朗陳震夏混合見習支隊 Caritas Yeun Long Chan Chun Ha Combined Cadet Division (成立於2/1/2013)
- 元朗商會中學混合見習支隊 Yuen Long Merchants Associates Secondary School Combined Cadet Division (成立於28/3/2006)

## 外部連結
- 香港聖約翰救護機構 （页面存档备份，存于）
- 香港聖約翰救傷隊少青團 （页面存档备份，存于）